# Panda-esqueleto-do-mar
O Panda-esqueleto-do-mar (Clavelina ossipandae) é uma espécie de tunicado marinho descoberta por cientistas japoneses em 2024. Seu nome popular deriva da aparência peculiar, com padrões brancos e pretos que lembram um panda, enquanto sua estrutura translúcida revela vasos sanguíneos que se assemelham a um esqueleto.

## Características
Essa espécie mede aproximadamente 2 cm de comprimento e apresenta um corpo transparente, permitindo a visualização de sua estrutura interna. As partes brancas são vasos sanguíneos que correm horizontalmente pelas guelras, enquanto as áreas escuras na cabeça lembram olhos e nariz de um panda.

## Habitat e Distribuição
O Panda-esqueleto-do-mar foi encontrado na costa da Ilha de Kumejima, no Japão, onde vive fixado em rochas e corais em águas rasas. Como outros tunicados, filtra partículas da água para se alimentar.

## Comportamento e Alimentação
Essa espécie se alimenta de plâncton e detritos orgânicos, absorvendo a água do mar e extraindo nutrientes através de sua faringe. Não possui olhos ou boca funcionais, dependendo de sua estrutura filtradora para sobreviver.

## Descoberta e Classificação
A espécie foi observada por mergulhadores desde 2017, mas só foi oficialmente descrita em 2024 por pesquisadores da Universidade de Hokkaido. O nome científico Clavelina ossipandae faz referência ao seu esqueleto aparente e à semelhança com um panda.